# Albert Volk

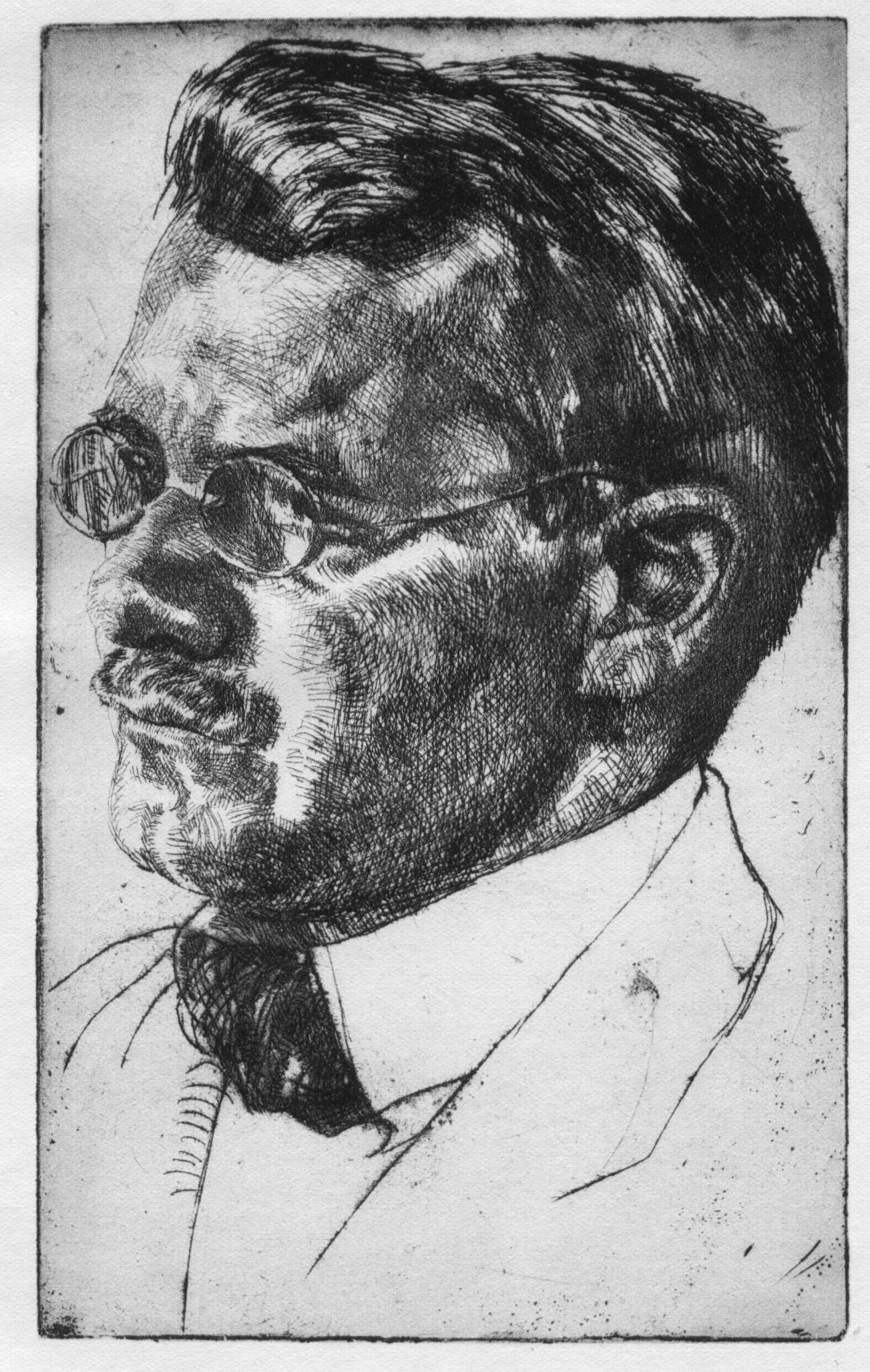
Albert Volk. Radierung seines Schwagers Heinrich Seufferheld (1912)

Albert Volk (* 13. September 1882 in Frankfurt am Main; † 16. März 1982 in Heilbronn) war ein deutscher Maler, Grafiker und Bildhauer. Er hat nach dem Ersten Weltkrieg in seiner Weinsberger Werkstatt mehrere Kriegerdenkmale entworfen und ausgeführt, lehrte dann von 1926 bis gegen Ende des Zweiten Weltkriegs an der Akademie der Bildenden Künste Stuttgart, kehrte 1945 nach Weinsberg zurück und erhielt vor allem zur Zeit des Wiederaufbaus Aufträge für Kunst am Bau. Er war maßgeblich an der Nachkriegs-Neugründung von Künstlerbund und Kunstverein Heilbronn beteiligt, die ihn ebenso wie der Weinsberger Justinus-Kerner-Verein zum Ehrenmitglied ernannten. Von den Städten Weinsberg und Heilbronn wurde er mit Ehrenmünzen ausgezeichnet.

## Leben
Er war der Sohn des Kassiers Ludwig Volk und der Anna geb. Hahn und besuchte bis 1899 die Adlerflychtschule in Frankfurt. Anschließend war er in Stuttgart Volontär als Zeichner, Modelleur und Graveur in einer Metallwarenfabrik. Von 1900 bis 1903 besuchte er die Kunstschule des Städelschen Kunstinstituts in Frankfurt und wechselte 1904 an die königlichen Lehr- und Versuchswerkstätten nach Stuttgart, wo er Schüler von Bernhard Pankok war. In seiner Stuttgarter Zeit wurde er außerdem von Adolf Hölzel beeinflusst. Am 14. Oktober 1911 heiratete er Hedwig Martha Seufferheld (1889–1987), eine Schwester des Künstlers Heinrich Seufferheld (1866–1940), bald darauf wurde die Tochter Lotte (1912–1961) geboren. Von 1912 an hatte er die Atelier- und Werkstattleitung des Ausstellungsamtes der Stadt Stuttgart inne und war mit der Vorbereitung für die 1914 beginnende Große Hygiene-Ausstellung betraut.
Am Ersten Weltkrieg nahm Volk als ausgebildeter Krankenträger in württembergischen Sanitätskompanien in Frankreich und Belgien teil. Nach seiner Rückkehr aus dem Kriegsdienst im Dezember 1918 ließ er sich in Weinsberg, dem Geburtsort seiner Frau, nieder und bemühte sich erfolgreich um Aufträge für Kriegerdenkmale. Seine Entwürfe und Modelle fertigte er in einem angemieteten Büroraum an der Heilbronner Allee, im Haus der Heilbronner Handwerkskammer. Die Ausführung der Denkmale erledigte er in seiner Werkstatt in Weinsberg. In Heilbronn zählte er zu den Mitbegründern des Heilbronner Künstlerbundes und war von 1922 bis 1926 auch Kursleiter an der Volkshochschule Heilbronn.
Die Inflation und Wirtschaftskrisen der 1920er Jahre zwangen Volk, seinen Tätigkeitsschwerpunkt von der Bildhauerei wieder auf die Grafik zu verlegen. 1926 wandte er sich wieder nach Stuttgart, wo er künstlerisches Zeichnen und Malen an der Akademie der Bildenden Künste Stuttgart lehrte und ein eigenes Atelier unterhielt.
Gegen Ende des Zweiten Weltkriegs wurde Volks Wohnung 1944 in der Stuttgarter Senefelder Straße zerstört, so dass er mit seiner Frau in deren Elternhaus zurück nach Weinsberg zog und das Atelier seines Schwagers Seufferheld übernahm. In Weinsberg dokumentierte er die Zerstörung der Stadt am 12. April 1945.
1950 war er an der Neugründung des Heilbronner Künstlerbundes, 1955/56 an der Neugründung des Heilbronner Kunstvereins beteiligt. Die Ausstellungsleitung des Kunstvereins hatte er bis 1965 inne, 1966 wurde er zum Ehrenmitglied ernannt. Auch für den Künstlerbund hat Volk 66 Ausstellungen vorbereitet und durchgeführt, wofür er ebenfalls zum Ehrenmitglied ernannt wurde. Eine weitere Ehrenmitgliedschaft erhielt er 1975 vom Weinsberger Justinus-Kerner-Verein, dessen Kunstsammlung er langjährig betreut hatte. Für sein kulturelles Engagement wurde er mit der Ehrenmünze in Silber der Stadt Weinsberg und der Goldenen Münze der Stadt Heilbronn ausgezeichnet.
Volk starb im Alter von 99 Jahren im März 1982. Seine Urne wurde im Seufferheld-Ehrengrab in Weinsberg beigesetzt.

## Werk

### Kriegerdenkmale

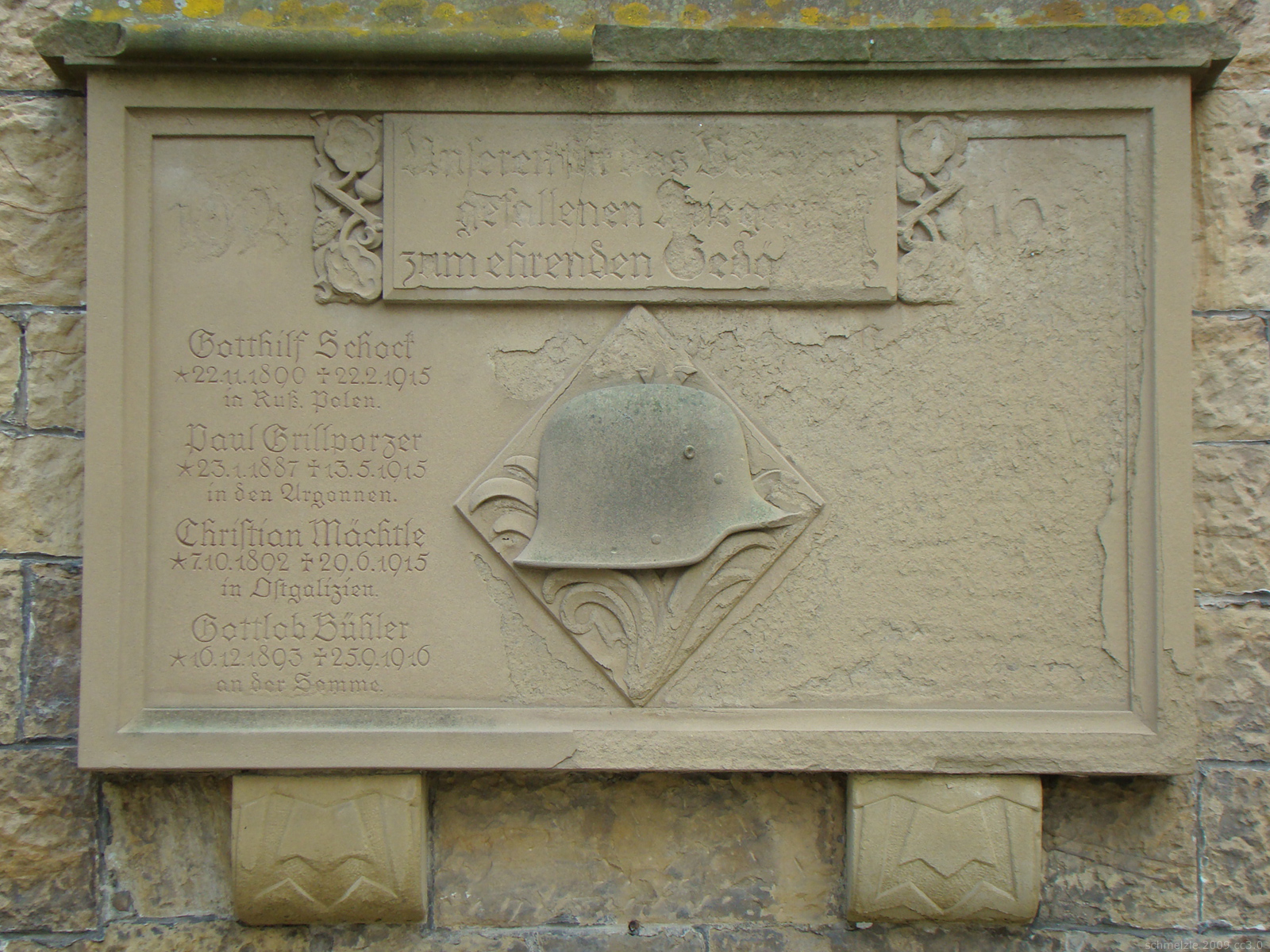
Kriegerdenkmal in Weiler an der Zaber

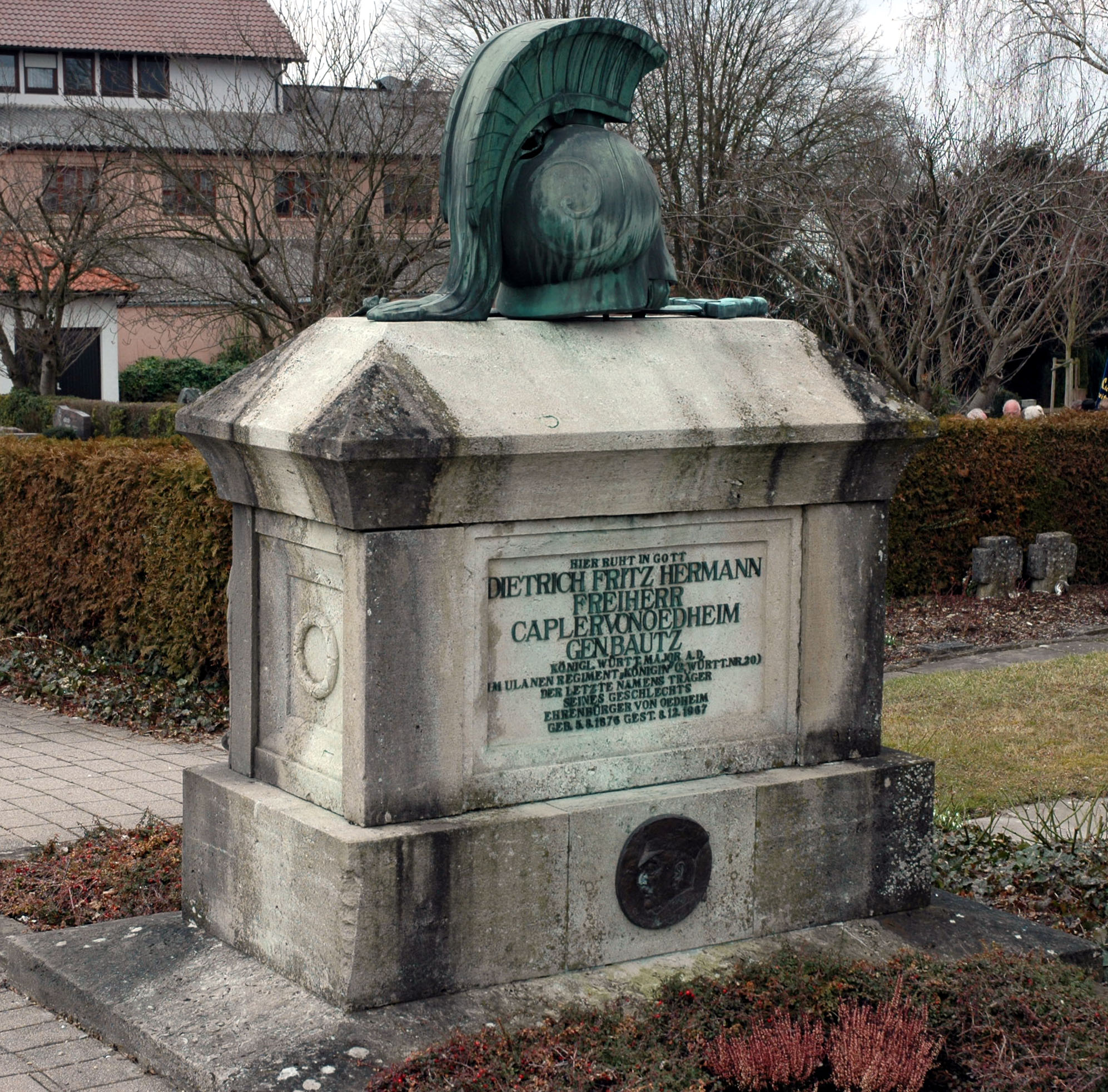
Capler-Grabmal in Oedheim

Albert Volk hat in den 1920er Jahren mehrere Kriegerdenkmale in öffentlichem Auftrag geschaffen. Teils hat er die Denkmäler geplant und selbst ausgeführt, teils hat er nur die Entwürfe geliefert.
- Entwurf und Ausführung des Kriegerdenkmals in Untergruppenbach: Gerahmte Holztafel in der Johanneskirche, Einweihung 1920, heute nicht mehr vorhanden
- Entwurf und Ausführung des Kriegerdenkmals in Weiler an der Zaber: Sandsteintafel mit ikonografischen Darstellungen, zugehörige Steinbank, vor der Kirche zum heiligen Kreuz, Einweihung 1921
- Entwurf und Ausführung des Kriegerdenkmals in Bad Rappenau-Bonfeld: Steinerne Namenstafeln mit Reliefdarstellung eines sterbenden Kriegers bei der Evangelischen Kirche, Einweihung am 29. April 1923, nach dem Zweiten Weltkrieg um Tafeln mit Namen weiterer Gefallener ergänzt
- Entwurf und Ausführung des Kriegerdenkmals in Gemmrigheim: Sandsteintafeln in der Johanneskirche, entstanden zwischen 1919 und 1923
- Entwurf und Ausführung des Kriegerdenkmals an der Staatlichen Weinbauschule in Weinsberg: Sandsteintafel mit den Namen von 23 gefallenen ehemaligen Weinbauschülern
- Entwurf und Ausführung der Kriegergedenktafel in der Hildthalle in Weinsberg: Gemalte Holztafel
- Entwurf und Ausführung der Kriegergedenktafel im Turnerzimmer der Traube in Weinsberg: Gemalte Holztafel
- Entwurf und teilweise Ausführung des Kriegerdenkmals an der Johanneskirche in Weinsberg: Dreiflüglige steinerne Anlage mit Figuren- und Wappenschmuck, Figuren von Volk, Ausführung von Schrift und Architektur durch den Weinsberger Bildhauer J. Scheerer, Einweihung 1923
- Entwurf der Gedenktafel des Kriegervereins Neckarsulm im Gasthof Prinz Carl: Gedenktafel mit dem Symbol des entkräfteten Kriegers
- Entwurf des Kriegerdenkmals in Güglingen: Steinernes Denkmal mit schmuckvoller Bekrönung bei der Leonhardskapelle, Einweihung am 21. Januar 1923, Ausführung durch die Pfaffenhofener Bildhauer Schwarzkopf und Klenk
- Entwurf des Kriegerdenkmals in Nordheim-Nordhausen: Sandsteinstele mit Walmdach, eisernem Kreuz und Friedenstaube, Einweihung am 20. November 1921, Ausführung durch die Pfaffenhofener Steinmetze Gebr. Schwarzkopf
- Entwurf des Kriegerdenkmals in der Ackerbauschule in Stuttgart-Hohenheim: Metall-Gedenktafel, Ausführung durch die Hüttenwerke Wasseralfingen (die Schule wurde 1973 geschlossen, die Tafel wird im Archiv der Universität Hohenheim verwahrt)
- Entwurf des Kriegerdenkmals in Weiler bei Weinsberg: Steinernes Denkmal an der Schlossgartenmauer, Einweihung 1922, Ausführung durch den Weinsberger Bildhauer J. Scheerer, in den 1970er Jahren abgegangen
- Entwurf der Kriegsgräber auf dem Friedhof in Weinsberg: Sechs zu einer Gedenkstätte zusammengefasste Kriegsgräber, niedere Wandfläche mit Inschriften, Eichenlaub- und Kreuz-Ornamenten sowie Sitzbänken, Ausführung durch den Weinsberger Bildhauer J. Scheerer (nicht mehr vorhanden)
- Mitwirkung am Entwurf zum Kriegerdenkmal in Bönnigheim: Steinerne Gedenktafeln an der Außenwand des Turms, gemeinsame Planung mit Dipl.-Ing. Wägenbaur, Tübingen, Ausführung durch den Bönnigheimer Bildhauer Stahl

Ebenfalls zum Komplex der Kriegerdenkmale und Kriegsgräber zu zählen ist das von Volk gestaltete und ausgeführte Grabmal für Hans Wolfgang Capler von Oedheim genannt Bautz, der 1917 beim Kriegsdienst verstarb, auf dem Friedhof in Oedheim. Hans’ Bruder Dietrich wurde 1967 ebenfalls dort bestattet und das Grabmal dann um seinen Namen erweitert.

### Sonstiges Werk

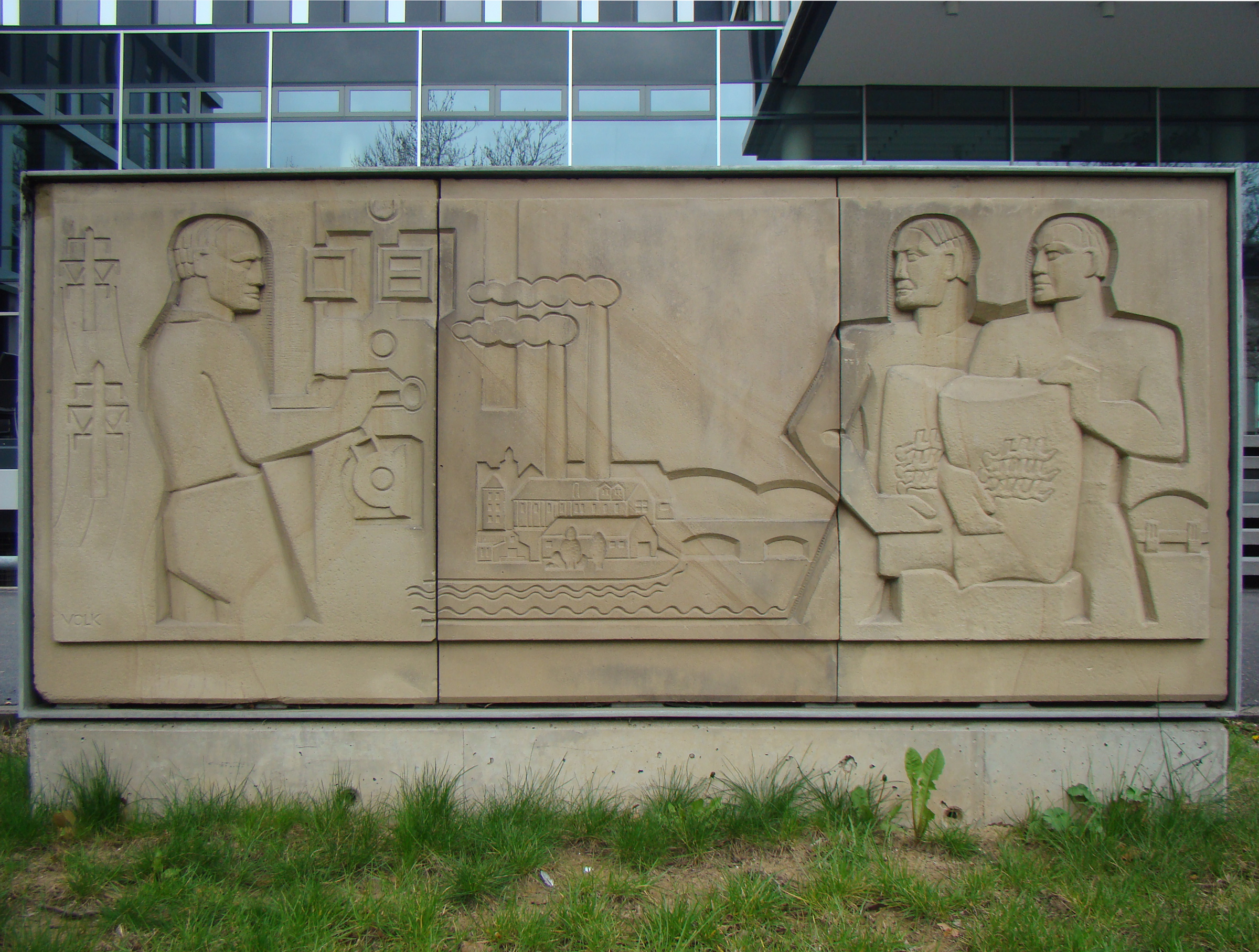
Reliefplastik von Albert Volk vor dem ZEAG-Gebäude in Heilbronn

Im Rahmen der Kunst am Bau hat Volk nach dem Zweiten Weltkrieg zahlreiche Aufträge erhalten. Dazu zählen u. a. der Schlussstein am Portal des Rathauses von Weinsberg und die Justinus-Kerner-Büste im Justinus-Kerner-Gymnasium Weinsberg, außerdem ein Fassadenrelief am Heilbronner Elektrizitätswerk. Für den Neubau des im Zweiten Weltkrieg zerstörten Verwaltungsgebäudes des Württembergischen Portland Cementwerks in Heilbronn schuf Volk 1950 eine Reliefplastik aus Heilbronner Sandstein, die durch die Darstellung von Mensch, Zement und Elektrizität aus dem Wasserkraftwerk in Lauffen am Neckar den Wiederaufbauwillen der Bevölkerung versinnbildlichen soll. Die Reliefplastik schmückt seit 2009 das Freigelände vor dem ZEAG-Verwaltungssitz in Heilbronn.
Volks Werk umfasst außerdem freie künstlerische Arbeiten in unterschiedlichen Techniken. Solche Werke befinden sich auch in öffentlichem Besitz, darunter der Holzschnitt Badehäuschen am Untersee in den Städtischen Museen Heilbronn.